# Lucas Fruytiers
Lucas Frutiers (Brugge, 1541/1542 - Parijs, 1566), ook Fruterius Brugensis,  was een Zuid-Nederlands filoloog en Latijns dichter.

## Levensloop
Volgens zijn vriend Victor Giselin behoorde hij tot een adellijke familie en volbracht hij in Gent zijn middelbare studies, om vervolgens universitaire studies te ondernemen in Leuven en in Parijs. Hij werd bevriend met Jacques Haewaerd, afkomstig uit Lissewege, die enkele jaren ouder was en die later rechten doceerde in Douai. Samen deden beide vrienden opzoekingen in bibliotheken. Bij een van hun bezoeken ontdekte Fruytiers een klein onuitgegeven traktaat gewijd aan de retorica, dat van de hand was van Julius Severianus, een tijdgenoot van keizer Hadrianus. Fruytiers nam zich voor het werk in druk te geven en het aan de Bruggeling Marcus Laurinus op te dragen.
Fruytiers bestudeerde veel Latijnse auteurs: de dichters Lucretius, Catullus, Propertius; de grammatici Varron, Aulu Gelle, Pomponius Pestus. Hij ontdekte hierbij transcriptiefouten, die hij verbeterde, of passages die hij toevoegde of schrapte, of andere die uitleg vereisten. Hij nam zich ongetwijfeld voor zijn bevindingen te publiceren.
In zijn Leuvense tijd kwam Fruytiers in contact met heel wat geleerden en studiegenoten: Muret, Canter, Buchanan, Adrien De Jonghe en Lambin. In Parijs maakte hij kennis met Jan van der Does of Janus Dousa (1545-1604).
Fruytiers beoefende de balsport en toen hij hierdoor bezweet geraakte, dronk hij een glas ijskoud water, wat hem fataal werd. Hij was nog geen vijfentwintig toen hij overleed.
Hij liet een aantal werken na. Hij had niet alleen aan tekstkritiek gedaan, maar had ook heel wat Latijnse verzen geschreven en Griekse teksten naar het Latijn vertaald. Hij had nog niets in druk gegeven, maar toch was de reputatie van zijn vroege en buitengewone talenten onder de geleerden van zijn tijd wijd verspreid geraakt. Hij had daar zelf toe bijgedragen door veel van zijn opzoekingen te melden in brieven die hij naar bevriende geleerden stuurde. Een andere Brugse filoloog, Louis Carrion, die later hoogleraar en rector in Leuven werd, schreef in 1576 over deze goddelijke jongeman, dat zijn werken in handen waren gevallen van dieven, plagiarissen en vervalsers. Hoe dan ook, werd in 1584 het beschikbare werk van Fruytiers in druk uitgegeven. De uitgever was Janus Dousa, curator geworden van de universiteit van Leiden, vriend van Fruytiers, die moeilijk tot degenen kon behoren die Carrion had afgeschilderd. 
Wat voor publicatie werd samengebracht, werd voorafgaand voorgelegd aan Justus Lipsius en de brief die hij hierover schreef kwam als voorwoord in het boek. Daarin verklaarde hij onder meer: U had gelijk toen u me verzekerde dat Fruytiers een van de belangrijkste genieën is, niet enkel van ons Belgenland maar ook van Frankrijk. Lipsius loofde de correctheid en de elegantie van zijn stijl, de uitgebreidheid van zijn kennis, de maturiteit van zijn oordeel. Hij beklemtoonde vooral het hoge gehalte van zijn gevoelens en de eerlijkheid die in zijn geschriften tot uiting kwam en die allesbehalve een vulgaire geest kenmerkte. 
Het oordeel over de gedichten van Fruytiers was wat gemengder. Er was een elegie verschenen waarin zijn verzen geprezen werden, terwijl Dousa eerder minder lovend was. De auteur Hofman-Peerlkamp heeft geoordeeld dat Fruytiers niet lang genoeg had geleefd om door een langdurige omgang met de klassieke dichters, te leren hoe ze na te bootsen of te evenaren.
Later kon Janus Gruterus (1560-1627) opnieuw een boek uitgeven met kritisch werk van Fruytiers. Hij voegde er zes brieven aan toe door Fruytiers gericht aan verschillende geleerden. Andere brieven werden in andere werken gepubliceerd, onder meer in de verzamelde werken van Muret, die in 1789 in Leiden gepubliceerd werden door de bekende latinist David Ruhnken.

## Publicaties
- Lucæ Fruterii Brugensis librorum qui recuperari potuerunt reliquia, inter quos versionalium libri II et Versus Miscelli. Additus Julii Severiani symtomata Rhetorices nunc primum diligentia et studio Lucae Fruterii Brugensis in lucem edita, Leiden, 1584. Internet Archive
- Luc. Fruterii, conjectaneorum verisimiliucm libri III, Frankfurt, 1605.
- Gruter (ed.), Gedichten, in: Delicia Poetarum Belgicorum, t. II, p. 421 et suiv., 1614.